# Гребенгайн
Гребенгайн (нім. Grebenhain) — громада в Німеччині, знаходиться в землі Гессен. Підпорядковується адміністративному округу Гіссен. Входить до складу району Фогельсберг.
Площа — 91,62 км2. Населення становить 4629 ос. (станом на 31 грудня 2020).